# Rorà
Rorà é uma comuna italiana da região do Piemonte, província de Turim, com cerca de 258 habitantes. Estende-se por uma área de 12,26 km², tendo uma densidade populacional de 21 hab/km². Faz fronteira com Villar Pellice, Torre Pellice, Luserna San Giovanni, Bagnolo Piemonte (CN).

## Demografia
| Variação demográfica do município entre 1861 e 2011                               |
|                                                                                   |
| Fonte: Istituto Nazionale di Statistica (ISTAT) - Elaboração gráfica da Wikipedia |